# ماهواره ناهید
ماهوارهٔ ناهید ماهوارهای تحقیقاتی است که در قالب راهبرد دست‌یابی به ماهواره‌های زمین‌آهنگ و به منظور به آزمون قراردادن برخی از فناوری‌های کلیدی در این ماهواره‌ها تعریف شده‌است. پروژهٔ ماهوارهٔ ناهید توسط پژوهشکدهٔ سامانه‌های ماهواره‌ای طراحی، ساخته، تست و تجمیع خواهد شد. دانشگاه صنعتی امیرکبیر به‌عنوان پیمانکار اصلی با پژوهشکده همکاری داشته و در کنار بخش‌های دیگری از صنایع کشور وظیفهٔ تأمین بخش‌هایی از این ماهواره را بر عهده دارند.
ماهوارهٔ ناهید یک ماهوارهٔ مکعب مستطیلی محصور به مکعبی به بُعد ۸۰ سانتی‌متر است که افزون‌بر صفحات خورشیدی نصب‌شده بر روی بدنه، از دو صفحهٔ خورشیدی بازشونده بهره می‌برد. این ماهواره با جرم حداکثر ۵۰ کیلوگرم در مدار بیضوی ۲۵۰ در ۳۷۰ کیلومتری با زاویهٔ میل ۵۵ درجه به عملیات پرداخته و بازکردن صفحات خورشیدی و ارتباط در باند Ku را در این مدار به آزمون خواهد گذاشت. از بازشدن صفحات خورشیدی تصویربرداری شده و با استفاده از تصاویر، نرخ گسترش صفحات تخمین زده می‌شود. وضعیت ماهوارهٔ ناهید به صورت سه محوره و با دقت ۱۰ درجه تعیین و کنترل می‌شود. ارتباط مخابراتی این ماهواره در باند S و بدون نیاز به نشانه‌روی انجام می‌شود.
مأموریت‌های پروژهٔ ناهید شامل موارد زیر است:
- بازکردن صفحات خورشیدی در مدار
- ارتباط در باند مخابراتی Ku در مدار
- تصویربرداری و تخمین نرخ بازشدن صفحات خورشیدی
- کنترل وضعیت سه محوره

## افشای اطلاعات سری امریکا
در جریان تلاش برای پرتاب ماهواره در شهریور ۱۳۹۸ پرتابگر این ماهواره منفجر شد هرچند به خود آن آسیبی نرسید.
در پی این رویداد ترامپ در توییتر خود تصویری از محل پرتاب منتشر کرد که تصور می‌شود باعث لو رفتن یکی از ماهواره‌های سری امریکا شده‌است. 